# Парламентские выборы во Франции (ноябрь 1946)
Парламентские выборы во Франции 10 ноября 1946 года. На них было избранo первоe Национальное собрание Четвертой республики. Французская коммунистическая партия получила на этих выборах наибольшее число голосов и стала крупнейшей парламентской партией.

## Результаты

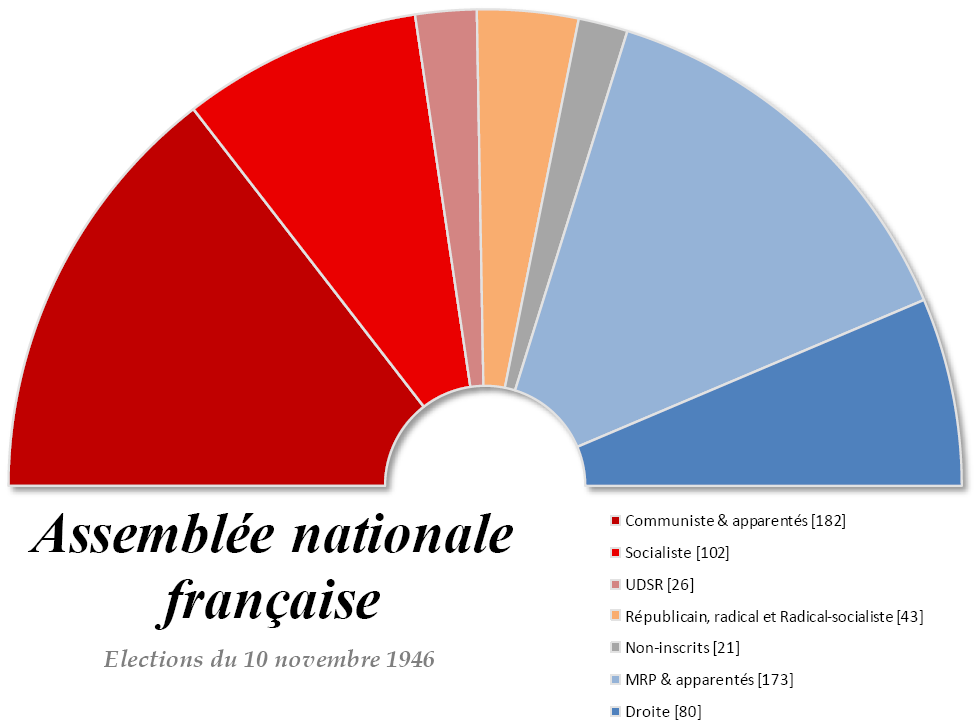
Национальное собрание Франции, 10 ноября 1946

| Партия                                            | % голосов | Места |
| ------------------------------------------------- | --------- | ----- |
| Французская коммунистическая партия (PCF)         | 28.2%     | 183   |
| Народно-республиканское движение (MRP)            | 25.9%     | 167   |
| Французская секция Рабочего Интернационала (SFIO) | 17.8%     | 105   |
| Национальный центр независимых                    | 12.9%     | 71    |
| Радикальная партия (Radicaux)                     | 11.1%     | 70    |
| Объединение за республику                         | 3.0%      | 0     |
| Прочие                                            | 0.8%      | 22    |
| Всего                                             | 100%      | 618   |